# Scrophularia canescens
Scrophularia canescens är en flenörtsväxtart som beskrevs av August Gustav Heinrich von Bongard. Scrophularia canescens ingår i släktet flenörter, och familjen flenörtsväxter. Inga underarter finns listade i Catalogue of Life.